# 216295 Menorca
216295 Menorca este o planetă minoră (asteroid) din centura de asteroizi. A fost descoperită pe 11 iunie 2007 la Observatorul Astronomic din Mallorca⁠(d) de Observatorul Astronomic din Mallorca⁠(d) și a fost numită după Menorca. 
Obiectul prezintă o orbită caracterizată de o semiaxă mare de 3,1771616351889 UAi, o excentricitate de 0,2, o înclinație de 13,7 ° în raport cu ecliptica.